# Stade national de Bahreïn
Le stade national de Bahreïn (en arabe : ستاد البحرين الوطني), est un stade à l'est de Riffa au Bahreïn. Il est principalement utilisé pour des matchs de football. Il a une capacité de 35 000 places.

## Histoire
Il a été construit en 1982.

## Évènements
- Championnat de Bahreïn de football